# Sharbat

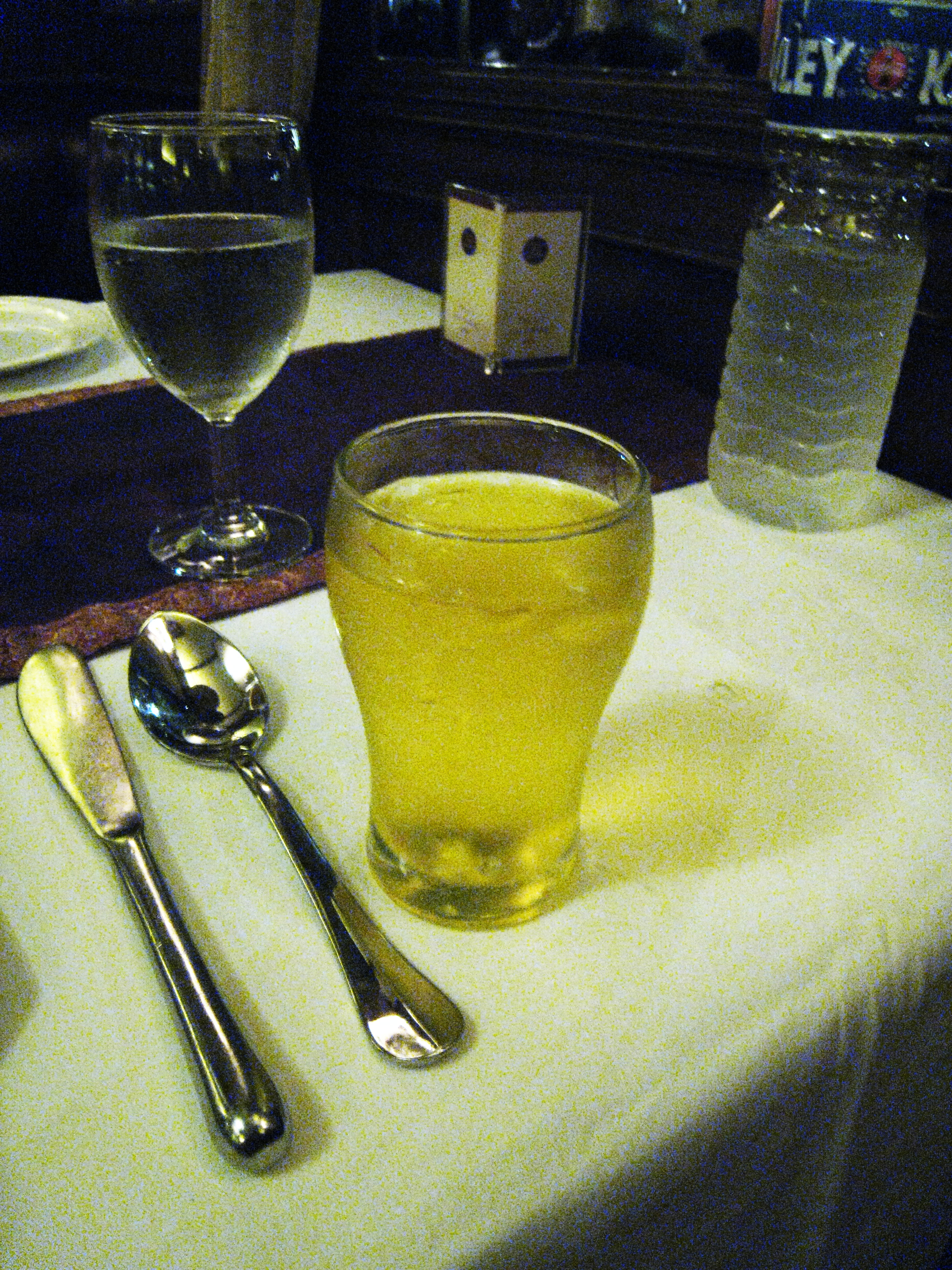
Sharbat de azafrán.

El Sharbat (árabe: ﺎﺕشرﺑ ) es un "sirope" popular en el Medio Oriente y Sur de Asia que se prepara con frutas o pétalos de flores. Es dulce y se suele beber frío. Se puede conseguir como un concentrado y comerlo con una cuchara o mezclarlo con agua y preparar una bebida. Fue popularizado por los gobernantes mogoles, uno de ellos solía enviar a buscar hielo al Himalaya de forma de poder disfrutar de un sharbat fresco.[cita requerida]
Los gustos de sharbat más comunes están preparados con algunas de las siguientes frutas/flores/sabores: rosa, sándalo, bel, gurhal (hibisco), limón, naranja, piña, falsa.
Los sharbats son especialmente populares en los hogares en la India. Se le atribuyen varias propiedades medicinales y forman parte del sistema ayurveda.